# لويس هوارد لاتيمر
لويس هوارد لاتيمر (بالإنجليزية: Lewis Howard Latimer)‏ (4 سبتمبر 1848- 11 ديسمبر 1928) مخترع أمريكي، ورسام لبراءات الاختراع مثل براءات اختراع المصباح والهاتف.

## سيرته
ولد لويس هوارد لاتيمر في تشيلسي، ماساتشوستس، في 4 سبتمبر 1848، والداه ريبيكا لاتيمر (1823- 13 أغسطس 1910) وجورج لاتيمر (4 يوليو 1818- 29 مايو 1897)، وهو أصغر أطفالهم الأربعة. كان جورج لاتيمر عبدًا لجيمس بي. غراي من فرجينيا. هرب جورج لاتيمر إلى الحرية إلى بوسطن، ماساتشوستس في أكتوبر 1842، مع زوجته ريبيكا، التي كانت عبدةً لرجل آخر. عندما ظهر غراي، المالك، في بوسطن ليعيدهم إلى فرجينيا، أصبحت قضيتهم من القضايا المشهورة في حركة التحرير من العبودية، واكتسبت مشاركة الإبطاليين مثل وليم لويد غاريسون. في نهاية المطاف جُمعت الأموال لدفع 400 دولار مقابل حرية جورج لاتيمر.
انضم لويس لاتيمر إلى البحرية الأمريكية في سن الخامسة عشرة في 16 سبتمبر 1863، وشغل منصب لاندسمان في السفينة الأمريكية ماساسويت. بعد حصوله على تسريح مشرف من البحرية الأمريكية في 3 يوليو 1865، حصل على عمل كصبي مكتب مع شركة قانونية لبراءات الاختراع، كروسبي هالستيد وغولد، براتب قدره 3 دولارات في الأسبوع.  تعلم كيفية استخدام الكوس، والمسطرة، وأدوات أخرى. في وقت لاحق، بعد أن أدرك رئيسه موهبته في رسم رسومات براءات الاختراع، جرت ترقية لاتيمر إلى منصب رسام ليكسب 20 دولارًا في الأسبوع بحلول عام 1872.
تزوج من ماري ويلسون لويس في 15 نوفمبر 1873 في فول ريفر، ماساتشوستس. ولدت في بروفيدنس، رود آيلاند، وهي ابنة وليام ولويزا إم. لويس. أنجبا ابنتين، إيما جانيت (12 يونيو 1883- فبراير 1978) ولويز ريبيكا (19 أبريل 1890 - يناير 1963). تزوجت جانيت من جيرالد فيتزربرت نورمان، أول شخص أسود يوظف كمدرس في المدرسة الثانوية في نظام المدارس العامة في مدينة نيويورك، ولديهما طفلان: وينيفريد لاتيمر نورمان (7 أكتوبر 1914- 4 فبراير 2014)، وهي عاملة اجتماعية عملت كوصية لإرث جدها، وجيرالد لاتيمر نورمان (22 ديسمبر 1911- 26 أغسطس 1990)، الذي أصبح قاضيًا في القانون الإداري.
لمدة 25 عامًا، منذ عام 1903 حتى وفاته في عام 1928، عاش لويس هوارد لاتيمر مع عائلته في منزل في شارع هولي في ما يعرف الآن باسم قطاع إيست فلاشنغ في كوينز، نيويورك. توفي لويس هوارد لاتيمر في 11 ديسمبر 1928 عن عمر ناهز 80 عامًا. بعد نحو ستين عامًا من وفاته، نُقل منزله من شارع هولي إلى شارع 137 في فلاشنغ، كوينز، التي تبعد نحو 1.4 ميل شمال غرب موقعه الأصلي.

## العمل التقني والاختراعات
في عام 1874 شارك في تسجيل براءة اختراع (مع تشارلز إم. براون) عن نظام مرحاض محسن لعربات السكك الحديدية سُمي مرحاض عربات السكك الحديدية (براءات الاختراع الأمريكية 147,363).
في عام 1876 وظف ألكسندر غراهام بيل لاتيمر، آنذاك رسامًا في شركة قانون لبراءات اختراع تعود لبيل، لصياغة الرسومات اللازمة المطلوبة للحصول على براءة اختراع لهاتف بيل. في عام 1879 انتقل إلى بريدجبورت، كونيتيكت، مع شقيقه وليام ووالدته ريبيكا وزوجته ماري. وكان أفراد العائلة الآخرون، وشقيقه جورج إيه. لاتيمر وزوجته جين، وشقيقته مارغريت وزوجها أوغستوس هاولي وأطفالهما، يعيشون بالفعل هناك. جرى التعاقد مع لويس بصفته مساعد مدير ورسامًا لشركة الإضاءة الكهربائية الأمريكية، وهي شركة يملكها هيرام مكسيم، منافس توماس إيه. أديسون.

### المصباح الكهربائي
في عام 1881 ابتكر لاتيمر، إلى جانب جوزيف نيكولز، مصباحًا كهربائيًا بأسلاك كربونية، وهو تحسين للأسلاك الورقية المستخدمة في نسخة توماس أديسون الأصلية، والتي احترقت بسرعة، وباع براءة الاختراع لشركة الكهرباء الأمريكية في عام 1881. حصل على براءة اختراع ثانية في 17 يناير 1882 عن «عملية تصنيع الكربون»، وهي طريقة محسنة لإنتاج أسلاك الكربون للمصباح.
وظفت شركة أديسون للمصابيح الكهربائية في مدينة نيويورك لاتيمر في عام 1884، كرسام وشاهد خبير في دعاوى براءات الاختراع على الأضواء الكهربائية. أثناء وجوده في شركة أديسون، كتب لاتيمر أول كتاب عن الإضاءة الكهربائية بعنوان الإضاءة الكهربائية المتوهجة عام 1890، وأشرف على تركيب الأضواء الكهربائية العامة في جميع أنحاء نيويورك، وفيلادلفيا، ومونتريال، ولندن. عندما دُمِجت هذه الشركة في عام 1892 مع شركة طومسون هيوستن للكهرباء لتشكيل شركة جنرال إلكتريك، واصل العمل في القسم القانوني.